# Санхаріб Малкі
Санхаріб Малкі (араб. سنحاريب ملكي; нар. 1 березня 1984, Камишли) — сирійський футболіст, нападник клубу «Касимпаша».
Насамперед відомий виступами за клуби «Жерміналь-Беєрсхот» та «Рода», а також національну збірну Сирії.

## Клубна кар'єра
Народився 1 березня 1984 року в місті Камишли. Вихованець футбольної школи клубу SCUP Jette.
У дорослому футболі дебютував 2002 року виступами за команду бельгійського клубу «Юніон», в якій провів три сезони, взявши участь у 100 матчах чемпіонату.
Протягом 2006—2007 років захищав кольори команди клубу «Руселаре».
Своєю грою за останню команду привернув увагу представників тренерського штабу клубу «Жерміналь-Беєрсхот», до складу якого приєднався 2007 року. Відіграв за команду з Антверпена наступні два сезони своєї ігрової кар'єри. Більшість часу, проведеного у складі «Жерміналь-Беєрсхота», був основним гравцем атакувальної ланки команди. У складі «Жерміналь-Беєрсхота» був одним з головних бомбардирів команди, маючи середню результативність на рівні 0,33 голу за гру першості.
Згодом з 2009 по 2011 рік грав у складі команд клубів «Локерен» та «Пантракікос».
У 2011 році уклав контракт з нідерландським клубом «Рода», у складі якого провів наступні два роки своєї кар'єри гравця. Граючи у складі «Роди» також здебільшого виходив на поле в основному складі команди. В новому клубі був серед найкращих голеодорів, відзначаючись забитим голом в середньому щонайменше у кожній другій грі чемпіонату.
До складу турецького «Касимпаша» приєднався 2013 року.

## Виступи за збірну
У 2008 році дебютував в офіційних матчах у складі національної збірної Сирії. Наразі провів у формі головної команди країни 10 матчів, забивши 1 гол.